# Теорема Енна

Суми площ протилежних трикутників рівні, тобто

В Евклідовій геометрії Теорема Енна :стор.1, теорема1 описує рівність певних площ у опуклому чотирикутнику.
Названа на честь французького математика П'єра-Леона Анна (Енна) (1806—1850).

## Опис
В теоремі зазначено: :стор.1, теорема1, :стор.174 :стор.95,  
Нехай ABCD — опуклий чотирикутник з діагоналями AC і BD, який не є паралелограмом. Точки E, F — середини цих діагоналей, а L — довільна точка всередині ABCD. 
Якщо сполучити L з вершинами чотирикутника, утвориться чотири трикутники ALB, BLC, CLD та DLA. Якщо дві суми площ протилежних трикутників рівні, тоді точка L знаходиться на прямій Ньютона, тобто лінії, яка з'єднує E і F.
Існує багато доказів цієї теореми. Наступний доказ належить австралійському математику Безілу Ренні. :стор.175
Отже, згідно теореми Енна:  SΔBCL+SΔDAL=SΔLAB+SΔDLC, якщо  точка L знаходиться на прямій Ньютона, тобто лінії, яка з'єднує середини діагоналей E і F чотирикутника.
Прямої Ньютона не існує для паралелограма, оскільки його діагоналі діляться навпіл точкою перетину. А тотожність площ виконується для будь-якої внутрішньої точки паралелограма.
Для описаного чотирикутника, теорема Ньютона є прямим наслідком теореми Енна. :стор.99
Теорема Енна є оборотною. :стор.2, теорема 2 Тобто якщо точка лежить на відрізку лінії Ньютона, що знаходиться всередині чотирикутника, то виконується рівність сум площ зазначених трикутників.